# Laval-Atger
Laval-Atger is een plaats en voormalige gemeente in het Franse departement Lozère (regio Occitanie) en telt 190 inwoners (1999). De plaats maakt deel uit van het arrondissement Mende.

## Geschiedenis
Laval-Atger is op 1 januari 2017 gefuseerd met de gemeente Saint-Bonnet-de-Montauroux tot de gemeente Saint Bonnet-Laval. 

## Geografie
De oppervlakte van Laval-Atger bedraagt 10,7 km², de bevolkingsdichtheid is 17,8 inwoners per km².
De onderstaande kaart toont de ligging van Laval-Atger met de belangrijkste infrastructuur en aangrenzende gemeenten.

## Demografie
Onderstaande figuur toont het verloop van het inwonertal.